# Танчароен, Кевин
Кевин Харвик Танчароен (англ. Kevin Harwick Tancharoen; род. 23 апреля 1984, Лос-Анджелес, США) — американский танцор, хореограф и кинорежиссёр.

## Карьера
Танчароен родился в Лос-Анджелесе, штат Калифорния. Приходится братом Мориссе Танчароен и сыном Томми Танчароену.
Известность Танчароену принесла работа хореографом у Мадонны, режиссура тура «The Onyx Hotel Tour» Бритни Спирс, а также участие в создании DanceLife на телеканале MTV.
Свой режиссёрский дебют он сделал в 2009 году, сняв ремейк классического фильма 1980-х Слава. В июне 2010 года Танчароен на свои деньги снимает короткометражный фильм Смертельная битва: Перерождение для демонстрации своего видения киновоплощения вселенной игры боссам Warner Brothers, выход которого состоялся на портале Youtube.. Прав на использование бренда «Mortal Kombat» у него не было, однако вместо судебных исков компания предложила ему срежиссировать небольшой веб-сериал Mortal Kombat: Legacy, приуроченный к выходу новой части игры 19 апреля 2011 года.
Режиссер 4-го эпизода сериала «Книга Бобы Фетта».
Стал исполнительным продюсером и режиссёром 7-го и 8-го эпизодов сериала «Чайная чашка».